# Lourival Batista
Lourival Batista Patriota, também conhecido por Louro do Pajeú (São José do Egito, 6 de janeiro de 1915 — São José do Egito, 5 de dezembro de 1992), foi um repentista brasileiro.
Considerado o rei do trocadilho, concluiu o curso ginasial em 1933, no Recife, de onde saiu para fazer cantorias.
Foi um dos mais afamados poetas populares do Nordeste brasileiro.
De família de repentistas, era irmão de outros dois repentistas famosos (Dimas e Otacílio Batista) e genro do poeta Antônio Marinho (a guia do sertão), tendo sido um dos grandes parceiros do paraibano Pinto do Monteiro.
Casou-se com Helena Marinho, filha do repentista Antônio Marinho e escrivã do cartório de São José do Egito, com quem teve 8 filhos, e para quem escreveu:

“De fato devo ter pena,

Meu amável companheiro,

De minha querida Helena,

Que é meu amor verdadeiro,

Mas, quando vou com a pena,

Ela já vem com o tinteiro”.
e complementou:

“Eu me casei com Helena,

Filha de um colega teu;

E uma oitava de filhos

Lá em casa apareceu.

São dez, noves fora, um.

Quem anda fora sou eu.”
Sempre viveu dessa arte de repentista e cantador. Apresentou-se, assim, em várias partes do Brasil.

## Participações históricas
- Cantoria realizada no Teatro de Santa Isabel, juntamente com seus irmãos e patrocinada por Ariano Suassuna, em 1946;
- I Congresso de Cantadores do Recife, no Teatro de Santa Isabel, organizado por Rogaciano Leite em 1948;
- II Congresso de Cantadores do Recife, organizado por Ésio Rafael em 1987 e realizado no mesmo teatro;

## Parcerias
Louro do Pajeú teve Pinto do Monteiro como companheiro de cantorias.

## Referência bibliográfica
Alguns livros que trazem poemas e textos de Lourival Batista:
- WILSON, Luís. Roteiro de Velho Cantadores e Poetas Populares do Sertão. Recife: Centro de Estudos de História Municipal, 1986;
- MATOS, Cremilda Aquino de, Ésio Rafael e Isabel Maria Martins da Silva (org.). Antologia Didática de Poetas Pernambucanos (organizadores: ). Recife: Governo de Pernambuco, Secretaria de Educação, 1988;
- MELO, Alberto da Cunha.Um Certo Louro do Pajeú (Uma Reportagem). Natal: EDUFRN – Editora da UFRN, 2001;
- VERAS, Ivo Mascena. Lourival Batista Patriota. Recife: CEPE, 2004;
- CAMPOS, Antônio, Cláudia Cordeiro (Org.). Pernambuco, terra da poesia. IMC/Escrituras, 2005.
- COSTA, Marcos Nunes; Marinho, Maria Helena; PATRIOTA, Raimundo. O rei me disse fica, eu disse não: 100 repentes de Lourival Batista. Recife: Bagaço, 2015.